# Prêmio Beatrice M. Tinsley
O Prêmio Beatrice M. Tinsley (em inglês:  Beatrice M. Tinsley Prize) é concedido desde 1986 a cada dois anos pela American Astronomical Society, em reconhecimento a pesquisas de destaque com contribuições à astronomia e astrofísica com um caráter excepcionalmente criativo ou inovativo. O prêmio leva no nome uma homenagem à cosmóloga e astrônoma Beatrice Tinsley.

## Recipientes
- 1986 Jocelyn Bell Burnell (descoberta do primeiro pulsar)
- 1988 Harold I. Ewen, Edward Mills Purcell (descobridores da radiação de 21 cm do hidrogênio)
- 1990 Antoine Émile Henry Labeyrie (inventor da interferometria speckle)
- 1992 Robert Henry Dicke (inventor do amplificador lock-in)
- 1994 Raymond Davis Jr. (inventor dos detectores de neutrinos, primeira medição dos neutrinos solares)
- 1996 Aleksander Wolszczan (descobridor do primeiro planeta pulsar)
- 1998 Robert E. Williams (espectroscopia, particularmente em nuvens de gás)
- 2000 Charles Roger Alcock (procurou por objetos halo compactos massivos)
- 2002 Geoffrey Marcy, Robert Paul Butler, Steven Scott Vogt (desenvolvedores de espectroscopia Doppler de ultra-alta resolução e descobridores de planetas extrasolares por medições de velocidade radial)
- 2004 Ronald J. Reynolds (estudos do meio interestelar)
- 2006 John Carlstrom (investigando a radiação cósmica de fundo usando o efeito Sunyaev-Zeldovich)
- 2008 Mark Reid
- 2010 Drake Deming
- 2012 Ronald L. Gilliland
- 2014 Chris Lintott
- 2016  Andrew Gould (desenvolvimento de microlente gravitacional)
- 2018 Julianne Dalcanton
- 2020  Krzysztof Stanek, Christopher Kochanek (por suas contribuições inovadoras para a astronomia no domínio do tempo e, em particular, sua liderança na Pesquisa Automatizada All-Sky para Supernovas(ASAS-SN))